# Septobasidiales
Septobasidiales é uma ordem de fungos da classe Pucciniomycetes, filo Basidiomycota.  Contém uma única família, Septobasidiaceae.